# Dandamis
Dandamis o Mandanis (posiblemente "Danda-swami") fue un gimnosofista y filósofo hindú. Fue líder de los suyos en la localidad de Taxila, donde conoció a Alejandro Magno junto a Calano. Su historia es recogida por Estrabón, Diodoro, Arriano y Paladio.

## Biografía
Dandamis fue uno de gimnosofistas encontrados por la expedición de Alejandro Magno en la India, presumiblemente antes que los diez famosos filósofos que incitaron a rebelarse al rey Sabas, a los que Alejandro indultó a causa de la agudeza filosófica que exhibieron.
Hallándose en Taxila, Alejandro envió a su propio filósofo Onesícrito, adepto cínico de Diógenes, a visitar a un concilio de gimnosofistas que vivían en las selvas cercanas. Allí Onesícrito conoció a Calano, quien le recibió con arrogancia, y a Dandamis, el mayor y más sabio de ellos, que reprendió a su colega por sus malas maneras y alabó la sabiduría de Alejandro al desear aprender de ellos. Dandamis reveló además que había sido él quien había aconsejado al rey Taxiles recibir pacíficamente a Alejandro para mayor provecho de ambos. Tras dar una breve lección a Onesícrito sobre la doctrina ascética india, según la cual el sufrimiento y el placer debían ser evitados para fortalecer la mente y la sabiduría, Dandamis preguntó si existían tales corrientes en Grecia. Al oír sobre Pitágoras, Sócrates y Diógenes, opinó que los griegos erraban al valorar la cultura y las leyes por encima de la naturaleza.
En algún momento, Onesícrito informó a Dandamis de que Alejandro, al que llamaban el hijo de Zeus, le entregaría grandes regalos si acudía a él personalmente o enviaba a alguno de sus aprendices, y que tal vez le haría castigar si no lo hacía. Ninguna de estas opciones impresionó al indio, el cual replicó que Alejandro no podía ser el hijo de Zeus, ya que sólo reinaba sobre una pequeña parte del mundo; que él mismo no tenía necesidad de regalos ni recompensas, siendo un asceta como era; y, por último, que no temía por su vida, ya que la muerte no haría más que liberarle de su cuerpo anciano y reencarnarlo en una vida mejor y más pura. Impresionado por este mensaje, Alejandro ordenó que se le dejara en paz. A pesar de esto, Calano sí eligió acompañar a Alejandro en su séquito, hecho por el cual fue reprobado por sus compañeros, que lo consideraron susceptible a los lujos.

## En el cristianismo
El cronista cristiano Paladio de Galacia, ocho siglos después de las fuentes tradicionales, diverge de ellas en un diálogo llamado De gentibus Indiae et Bragmanibus, basado aparentemente en una fábula de raigambre cínica del siglo II. En el texto, sin embargo, se aprecian no sólo las trazas propias de la cristianización paladiana del relato, sino además influencias de la secta gnóstica encratita, que Paladio pareció no advertir en el original sobre el que trabajaba debido a su arcaísmo.
El diálogo muestra a un Dandamis hostil contra las maneras y la teología griega, mostrándose escéptico a la intención de Alejandro de aprender de él, ya que afirma que los gimnosofistas carecen de riquezas, y en cambio veneran virtudes a las que los macedonios son impíos. Dandamis acusa a Alejandro de ser esclavo de sus deseos y le impele convertirse en otro gimnosofista, a lo que Alejandro, lejos de ofenderse, contraargumenta que su camino ha sido trazado por el mismo dios al que el hindú adora. El macedonio a continuación ofrece grandes regalos a Dandamis por el placer de su conversación, pero éste acepta tan sólo unas vasijas de aceite ceremonial para no deshonrar su gratitud. De vuelta al diálogo, el sabio critica el cosmopolitismo de Calano y la religión de los dioses helénicos, observaciones que Alejandro, probablemente influido por la interpretatio graeca, tacha de dogmáticas. El encuentro termina sin que ninguna convenza al otro, aunque con un Alejandro impresionado por la dialéctica brahmánica.
El relato recibió otra versión denominada Collatio, de autor desconocido, en la que Alejandro es quien deviene superior en el debate, concluyendo que, si la felicidad se encuentra en la abstinencia de los placeres, entonces los presidiarios deben de ser los más felices de los hombres. El autor de esta versión podría haberse tratado de un pagano enfrentado a las prácticas cristianas, o quizá de un cristiano vituperando la abstinencia gnóstica. El episodio de Alejandro contra los gimnosofistas terminó por penetrar en el Talmud, donde los gimnosofistas son sustituidos por sabios judíos del Negev, y en la General Estoria de Alfonso X el Sabio, que los reemplaza por filósofos escitas.